# Ulveham
Ulveham ist ein Lied der norwegischen Band Gåte. Mit dem Titel vertrat sie Norwegen beim Eurovision Song Contest 2024.

## Hintergrund
Das Lied wurde von Gunnhild Sundli, Magnus Børmark, Jon Even Schärer, Marit Jensen Lillebuen, Ronny Graff Janssen und Sveinung Eklo Sundli geschrieben. Produziert wurde es von Sveinung Sundli, Magnus Børmark, Tobias Østerdal und Marit Jensen Lillebuen. Mit dem Lied gewann die Gruppe den Melodi Grand Prix 2024 und vertrat daher Norwegen beim Eurovision Song Contest (ESC). Das Lied wurde in einer 5:47 Minuten langen Version am 12. Dezember 2023 über Indie Recordings auf der EP Vandrar veröffentlicht. Nach seiner Auswahl für den ESC erschien es, um den Vorgaben des Wettbewerbs zu entsprechen, in einer auf 3:00 Minuten gekürzten Version als Single. Es ist der erste Beitrag Norwegens seit 2006, der auf Norwegisch gesungen wurde.

## Inhalt
Das Lied beginnt mit einem traditionellen kulokk, ein Hüterruf, der einer alten Aufnahme von Marit Jensen Lillebuen entnommen wurde. Der Text basiert auf einer tausend Jahre alten mittelalterlichen Ballade, Møya i ulveham (deutsch Das Mädchen im Wolfspelz). Der lyrische Inhalt basiert wiederum auf einem Manuskript aus der Mitte des 19. Jahrhunderts aus Telemark, eine bestimmte Variante des West-Telemarkschen Dialekts nutzend. Einige Strophen sind mit denen des Originalmanuskripts identisch, wobei sie restrukturiert und die Sprache vereinfacht wurde, um sie dem Hochnorwegisch oder Nynorsk anzupassen. Auch mussten vor der Teilnahme an den Wettbewerben der Text erneut umgeschrieben werden, da die Teilnahme eine vorherige Veröffentlichung nicht erlaubt. Der Hüterruf durfte allerdings nach einer gemeinsamen Einschätzung zwischen dem norwegischen Sender NRK und der European Broadcast Union beibehalten werden.
Møya i ulveham erzählt die Geschichte eines jungen Mädchens, das von ihrer bösen Stiefmutter nacheinander in eine Nadel, ein Messer und dann ein Schwert verwandelt wurde. Trotz dieser Verwandlungen achten sie die Menschen weiterhin, worüber sich die Stiefmutter ärgert. Schließlich verwandelt sie dieses in einen Wolf. Dieser greift die schwangere Stiefmutter an und trinkt ihr Blut und das des ungeborenen Halbbruders.
Das Lied verwendet elektronische Elemente sowie Growling, ein stilistisches Element aus dem Metal, vor allem dem Death Metal.

## Eurovision Song Contest
Beim Eurovision Song Contest 2024 in der Malmö Arena in Malmö, Schweden, wurde der Song im zweiten Halbfinale am 9. Mai aufgeführt, nachdem ihm bei der Auslosung am 30. Januar 2024 der 15. Startplatz zugelost worden war. Er konnte sich für das Finale qualifizieren und erlangte dort mit insgesamt 16 Punkten, zwölf von der Jury und vier vom Publikum, den 25. und letzten Platz.